# Guillermina Mekuy

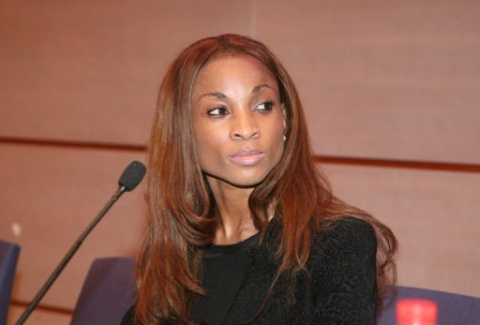
Guillermina Mekuy (Foto: Carlos Dafonte).

Guillermina Mekuy (geb. 25. Juni 1982, Evinayong, Äquatorialguinea) ist eine Schriftstellerin, Politikerin und Geschäftsfrau in Äquatorialguinea. Sie war Ministerin für Kultur und Handwerksförderung beim Präsidenten der Republik in der Regierung von Äquatorialguinea. Von 2012 bis zum ersten Halbjahr 2016 war Mekuy abgeordnete Ministerin im Ressort für Kultur und Tourismus. Sie ist die erste Frau, welche das Amt einer Ministerin für Kultur und Tourismus ausübt. Davor war sie bereits Staatssekretärin für Kultur (2009–2012) und Generaldirektorin der Bibliotecas y Museos (2008–2009).
El llanto de la perra (Der Schrei der Hündin, Plaza & Janés 2005) war ihr erster Roman. Weitere Werke sind Las tres Vírgenes de Santo Tomás (Die drei Jungfrauen des Heiligen Thomas, Suma de letras 2008) und Tres almas para un corazón (Drei Seelen für ein Herz, Martínez Roca del Grupo Planeta 2011). 2013 gründete sie die Frauenzeitschrift Meik, la esencia del mestizaje (Meik, die Essenz der Rassenmischung) und 2016 das Editorial Mk.

## Leben
Guillermina Mekuy Mba Obono wurde am 25. Juni 1982 in Evinayong geboren. Sie ist die Tochter von Luis Mba Ndong Andeme, einem Diplomaten, und von Esperanza Obono Nve Nchama, einer Katechetin, und die sechste von sieben Geschwistern. Im Alter von 5 Jahren zog Mekuy mit ihrer Familie nach Madrid. 2006 erwarb sie einen Abschluss in Rechtswissenschaften und Politikwissenschaften an der Universidad Autónoma de Madrid.
Mit siebzehn Jahren verfasste sie ihren ersten Roman El llanto de la perra.
2008 kehrte sie nach Äquatorialguinea zurück, um das Amt als Generaldirektorin der Bibliotheken und Museen zu übernehmen. Danach war sie Staatssekretärin (Secretaria de Estado titular de Cultura y Turismo, 2009) und Ministerin (ministra delegada del Departamento de Cultura y Turismo de la Presidencia de la República de Guinea Ecuatorial, 2012). Zu ihren Vorgängern zählt unter anderen Leandro Mbomio Nsue, der „el Picasso Negro“.

## Werke
- El llanto de la perra[3] ist Mekuys erster Roman. Er erzählt die Geschichte einer jungen Frau der High Society in einem afrikanischen Land auf der Suche nach ihrer Identität und Bestätigung als freie und unabhängige Frau. Die sexuelle Initiation nimmt in dem Roman einen wichtigen Platz ein und stellt die Frau als passives Objekt dar.[4] Dies wurde kritisiert und gemutmaßt, dass Mekuys erster Roman „ungewollt ein verunglimpfendes Stereotyp über die unersättliche Sinnlichkeit schwarzer Frauen verstärkt, das die meisten afrikanischen Autoren in ihren Texten heftig bekämpft und angeprangert haben“.[5]

- Las tres vírgenes de Santo Tomás[6] wurde 2008 von Suma de Letras in der Grupo Santillana veröffentlicht. Der Roman erzählt die Geschichte von drei Schwestern, einem vom Heiligen Thomas von Aquin beeinflussten Vater und einer Mutter, die ihren Mann liebt und ihn auf seiner Mission begleitet, Diener Gottes in die Welt zu bringen. Das Buch erzählt den Weg, den jede Schwester geht, um ihre eigene Welt und ihre eigene Art der Liebe zu entdecken.

- Tres almas para un corazón[7] Der Roman vereint die Geschichte von drei Frauen, die mit demselben Mann, Santiago, verheiratet sind. Melba, eine Aristokratin, die ihr Schicksal bereits seit ihrer Kindheit geprägt hatte; Zulema, eine junge Frau, die aus einer mittellosen Familie stammte und den Tod ihrer kleinen Schwester verkraften musste; und Aysha, eine kultivierte und vorbereitete Frau, die an der Sorbonne in Paris Journalismus studierte. Drei Seelen für ein Herz ist ein Roman, der auf realen Personen und Ereignissen basiert. Wieder einmal zeigt Mekuy durch ihren Roman eine andere Perspektive auf Liebe und Freiheit als einzigartige und unveräußerliche Bedingung für Menschen.

## Weitere Tätigkeiten
Guillermina Mekuy ist nebenbei auch Geschäftsfrau. 2013 gründete sie das Magazin Meik, in welchem Mode, Stil und vor allem Interviews mit Frauen gemischter Rassen aus den Bereichen von Kino, Politik, Finanzen, Musik oder Kunst veröffentlicht werden. Ein Fokus liegt dabei auf Unternehmerinnen, die Projekte für die Verbesserung der Lage von Frauen entwickeln.
2016 gründete Mekuy das Editorial MK, einen Verlag, der sich auf die Veröffentlichung von Essays, Anthologien, Romanen, Reiseführern und Ratgebern konzentriert. Außerdem führt Editorial MK ein Label Voces Femeninas, welches Texte von Frauen sammelt, die den Wert der Rolle der Frauenemanzipation in verschiedenen Bereichen hervorheben.
Weitere Projekte waren Kinofilme mit der Produktionsfirma Afromedia, die Gründung des Mekuy Cultural House zur Unterstützung von Frauen und Mädchen in der Stadt Evinayong und die integrative Kosmetiklinie Clementyne Cosmetics.

## Ehrungen
- 2018 Premio Excelencia[9] EXIBED, Leadership Excellence Award des V Exibed Summit (V Cumbre Exibed) von Valladolid.

- 2020 Premio León del Desierto der Fundación Global África Latina.[10]

- 2020 Premio de 2020 WIA 54, Premios internacionales Women in Africa 2020.[11]